# Archbach
Archbach (også kalder Planseeache) er en højre biflod til Lech i den østrigske delstat Tyrol. Floden er omkring 15 km lang.
Den udspringer af Plansee i Breitenwang i en højde af 840 moh. Derefter flyder den mod nordøst over vandfaldene Stuibenfälle til Reutte og videre mod Pflach, hvor den udmunder i Lech.
47°30′45″N 10°42′45″Ø / 47.5125°N 10.7125°Ø